# Ana Soto
Ana Soto (1618-6 de agosto de 1668) fue una mujer guerrera indígena, miembro del pueblo de gayón (habitantes de la actual Venezuela), se convirtió en cacica y dirigió 2000 guerreros, durante cincuenta años, contra los colonialistas españoles.

## Biografía
Nació en tierras del actual estado Lara en Venezuela, arriba de Barquisimeto, en un pueblo llamado Bobare. Era miembro del pueblo gayón, su nombre original habría sido fonéticamente Anasolí y por ello los cristianos la bautizaron como Ana Soto, pero para su pueblo era "la hija de la Tierra y el Sol". Algunos cristianos españoles fueron tomados como esclavos y rehenes en una cocina, sin embargo, se enteró del levantamiento de los indígenas y negros esclavizados y un día escapó. Convertida en cacica, reunió a más de 2000 guerreros y resistió durante cincuenta años. No fue la única mujer indígena venezolana que luchó contra los colonialistas, ejemplo de las cuales también son Orocopay, Apacuana y Urimare.
Fue capturada en 1668 y ejecutada el 6 de agosto, empalando su cuerpo.

## Premios y reconocimientos
- El 6 de agosto se celebra en Venezuela el Día del Impalamiento de la Guerrera Indígena Ana Soto.[3]
- Un grupo de sindicalistas venezolanas tomó su nombre, "Movimiento de Mujeres Ana Soto".[3]
- En 2021, en un ritual simbólico, cerca de 80 integrantes del pueblo de Gayón reunirán las partes del cuerpo de Anasoli.
- En 2022, varias personas y colectivos solicitaron que Anasoli fuera trasladada al Panteón Nacional de Venezuela.[5]